# Юдино (Томская область)
Ю́дино — деревня в Колпашевском районе Томской области, Россия. Входит в состав Новосёловского сельского поселения.

## История
Основана в 1526 году. В 1926 году деревня Юдина состояла из 14 хозяйств, основное население — русские. В административном отношении находилась в составе Мохового сельсовета Колпашевского района Томского округа Сибирского края.

## Население
| 1920 | 1926 | 2002 | 2010 | 2012 | 2013 | 2014 |
| ---- | ---- | ---- | ---- | ---- | ---- | ---- |
| 76   | ↗91  | ↗161 | ↘98  | ↘96  | ↘95  | ↘87  |
| 2015 | 2021 |      |      |      |      |      |
| →87  | ↘47  |      |      |      |      |      |

## Улицы
В деревне имеется одна улица — Совхозная.